# Genesco Aparecido de Oliveira
Genesco Aparecido de Oliveira foi um político brasileiro do estado de Minas Gerais. Atuou como deputado estadual de Minas Gerais na 5ª legislatura (1963-1967). Atuou também com deputado federal pelo PMDB na legislatura (1987-1991) pelo estado de Minas Gerais.
É irmão do ex-governador do Distrito Federal, Ministro da Cultura e Ministro das Relações Exteriores, Embaixador José Aparecido de Oliveira. Ele é cunhado do ex-governador de Minas Gerais, Alberto Pinto Coelho. Seu filho Genesco Aparecido de Oliveira Junior (MDB) e seu neto Genesco Aparecido de Oliveira Neto (MDB) governaram a cidade de Lagoa Santa, Região Metropolitana de Belo Horizonte. Seu sobrinho José Fernando Aparecido de Oliveira, também foi deputado federal e prefeito de Conceição do Mato Dentro.  